# Shallotte, North Carolina
Shallotte, North Carolina (енгл. Shallotte) град је у америчкој савезној држави Северна Каролина.

## Демографија
По попису из 2010. године број становника је 3.675, што је 2.294 (166,1%) становника више него 2000. године.
| Група             | 2000.         | 2010.         |
| Белци             | 1.236 (89,5%) | 3.043 (82,8%) |
| Афроамериканци    | 112 (8,1%)    | 340 (9,3%)    |
| Азијати           | 3 (0,2%)      | 46 (1,3%)     |
| Хиспаноамериканци | 21 (1,5%)     | 175 (4,8%)    |
| Укупно            | 1.381         | 3.675         |